# ريتشارد كوشينغ
ريتشارد كوشينغ (بالإنجليزية: Richard Cushing)‏ (و. 1895 – 1970 م) هو الكهنوت من الولايات المتحدة الأمريكية ولد في بوسطن.
تولى منصب رئيس أساقفة، وكاردينال، وأسقف .

## روابط خارجية
- ريتشارد كوشينغ على موقع مونزينجر (الألمانية)
- ريتشارد كوشينغ على موقع ميوزك برينز (الإنجليزية)
- ريتشارد كوشينغ على موقع إن إن دي بي (الإنجليزية)